# Navire de plaisance à utilisation commerciale
 (juin 2012).
Un navire de plaisance à utilisation commerciale est un bateau de plaisance utilisé pour le transport de passagers à titre onéreux, pris en charge par un équipage professionnel. Ces yachts sont aussi utilisés en location avec skipper ou équipage.
Il est désigné aussi par yacht à utilisation commerciale et aux États-Unis par Yacht Charter ; en France, il était anciennement désigné navires à utilisation collective (NUC) jusqu'en 2012.
Ces yachts à utilisation commerciale sont limités à 12 passagers transportés (en plus des membres d'équipage) dans toutes les zones océaniques. Les yachts à utilisation commerciale naviguant exclusivement dans des eaux nationales peuvent être sous une réglementation locale.

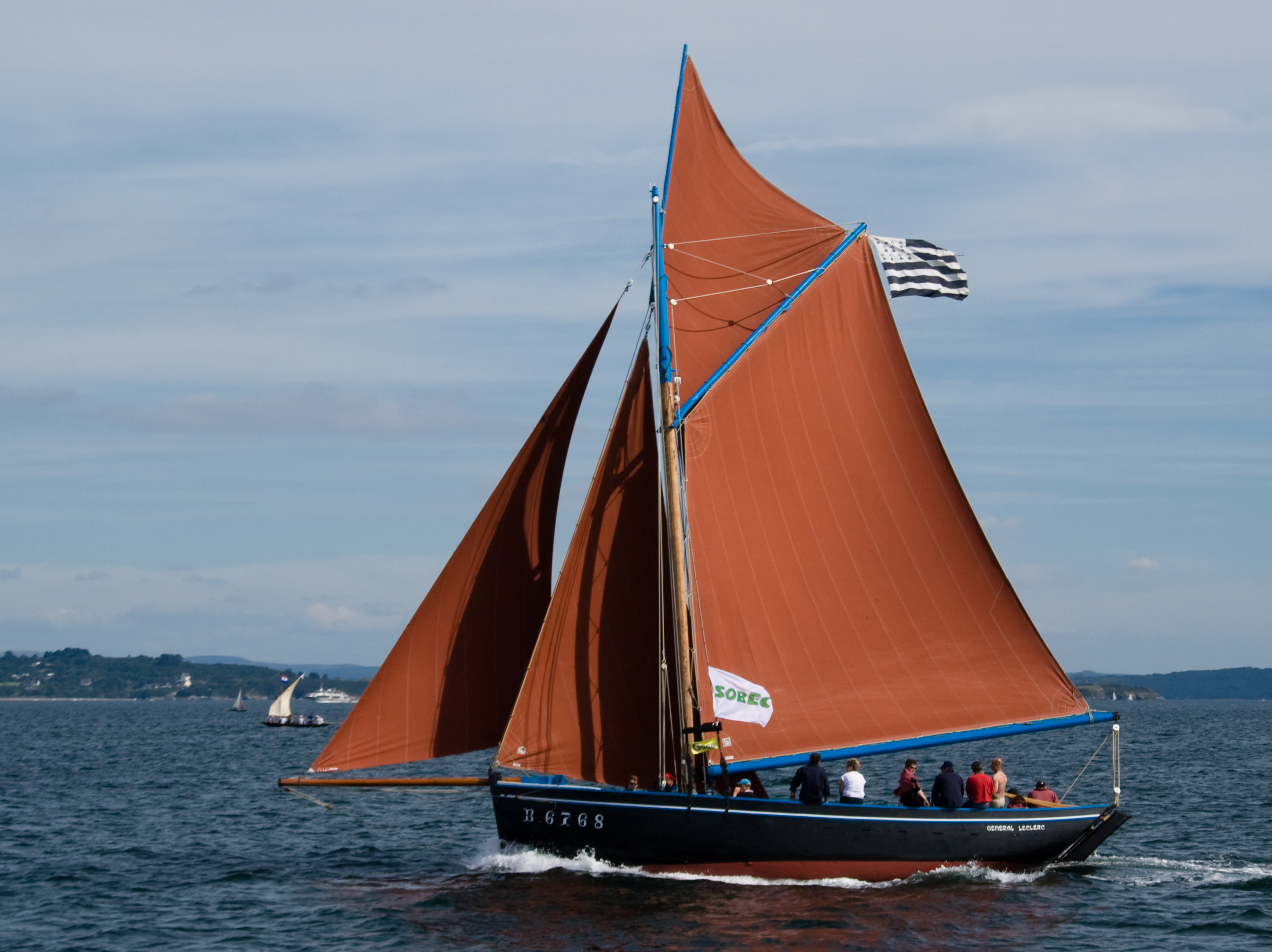
Navire à voiles en balade en mer pour 10 passagers

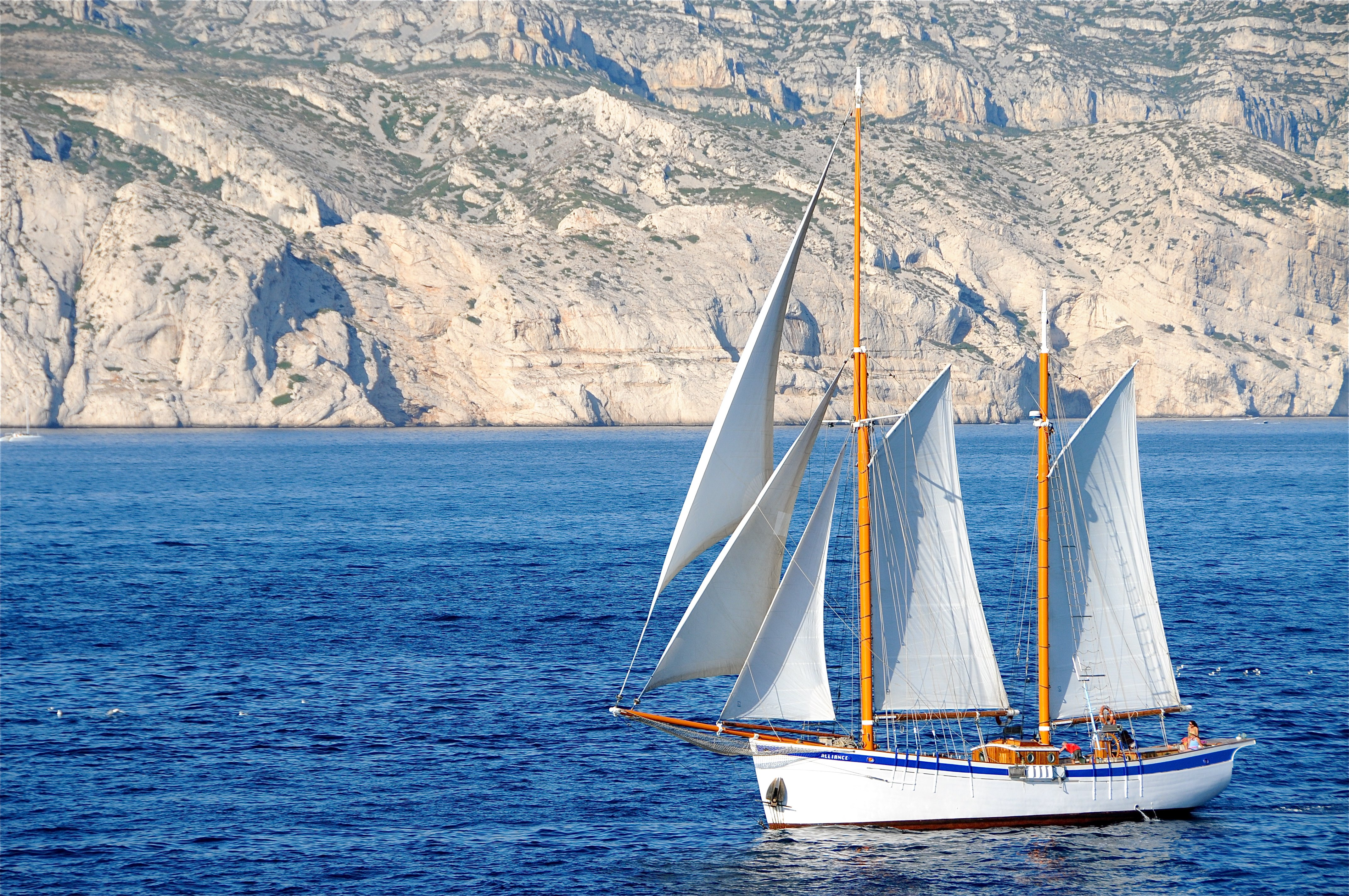
Navire à voiles en balade en mer pour 30 personnes en tout

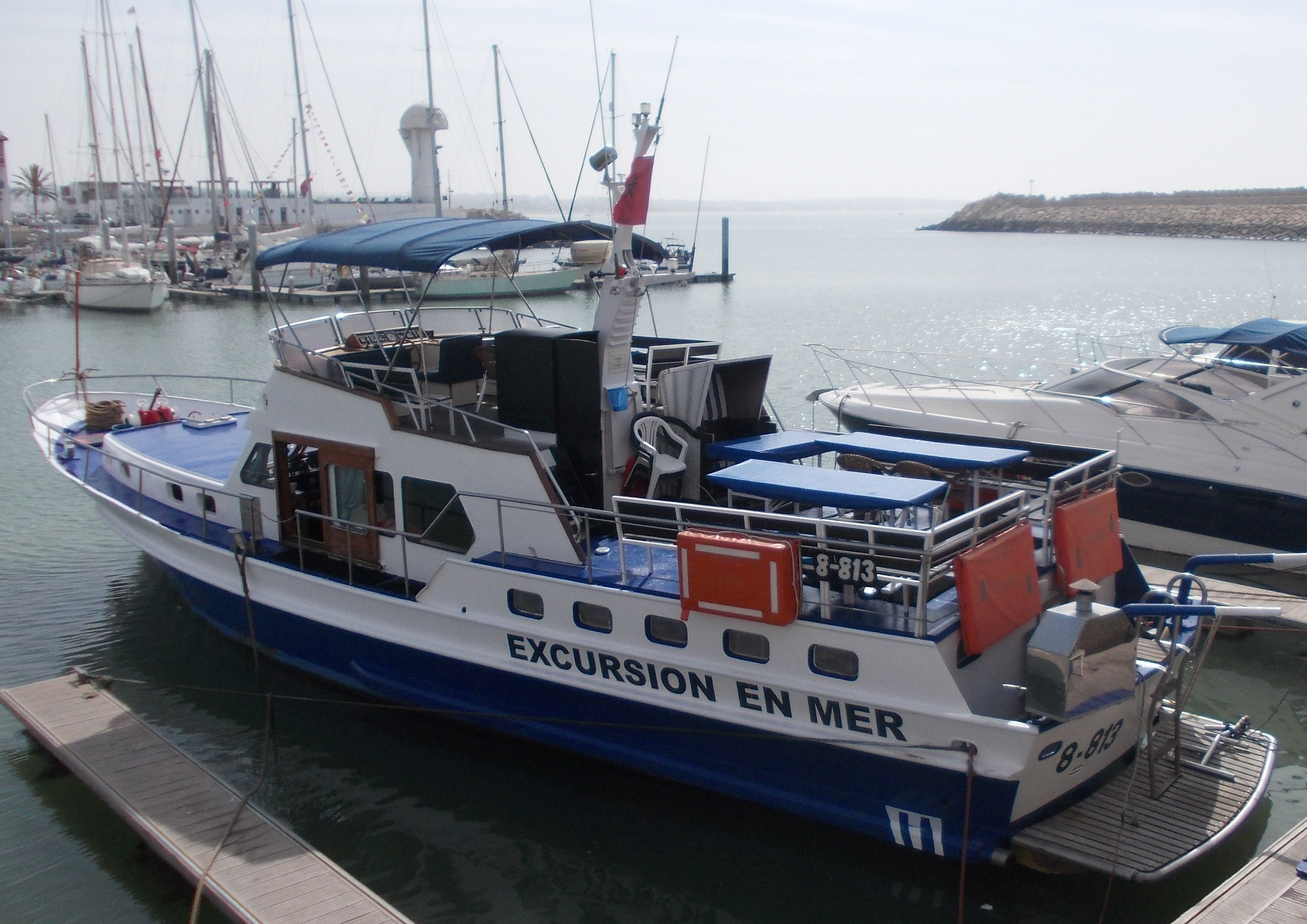
Navire de plaisance à utilisation commerciale pour excursion en mer

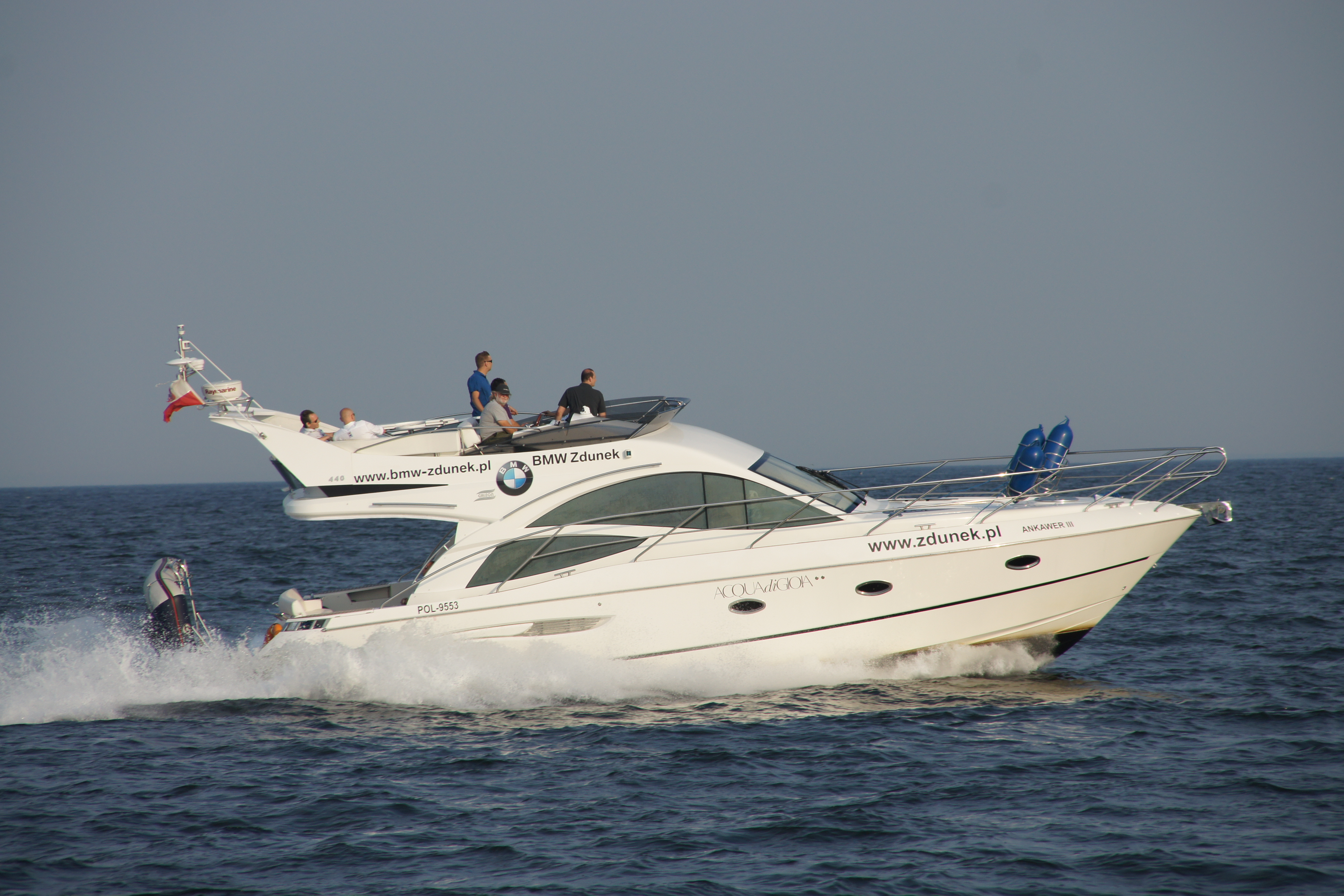
Yacht charter conduits par un équipage professionnel.

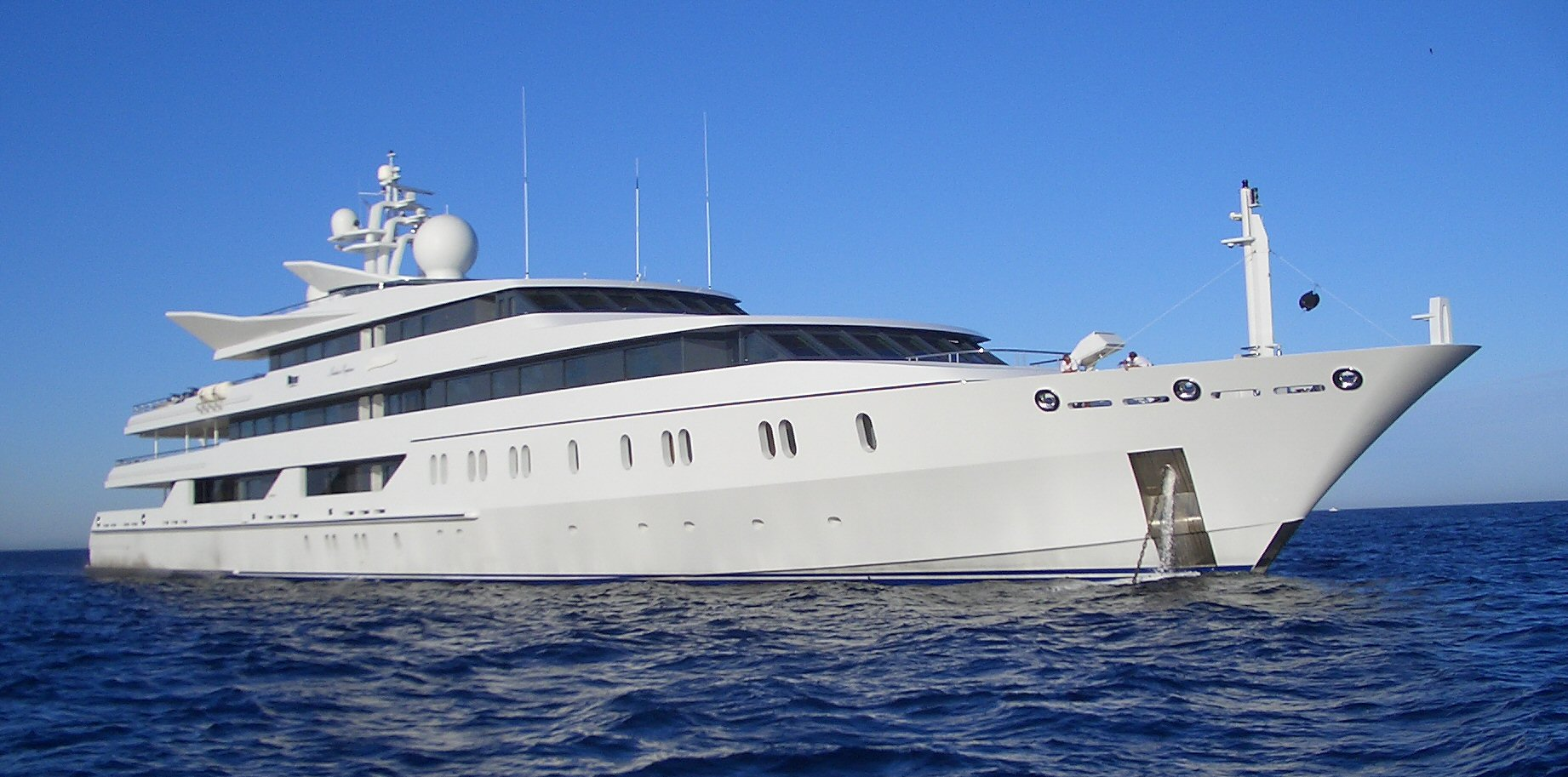
Le yacht de luxe Indian Empress

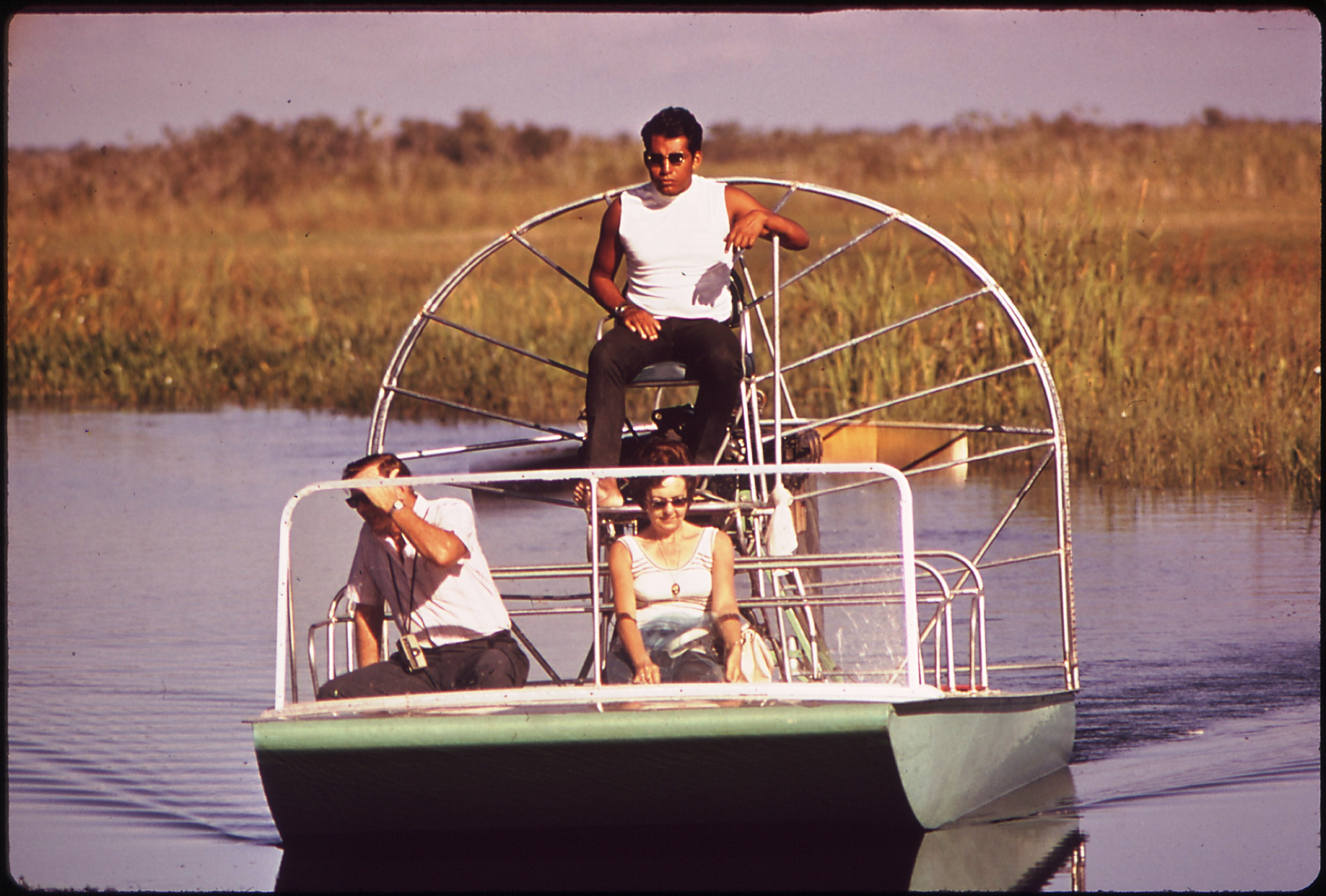
Hydroglisseur charter.

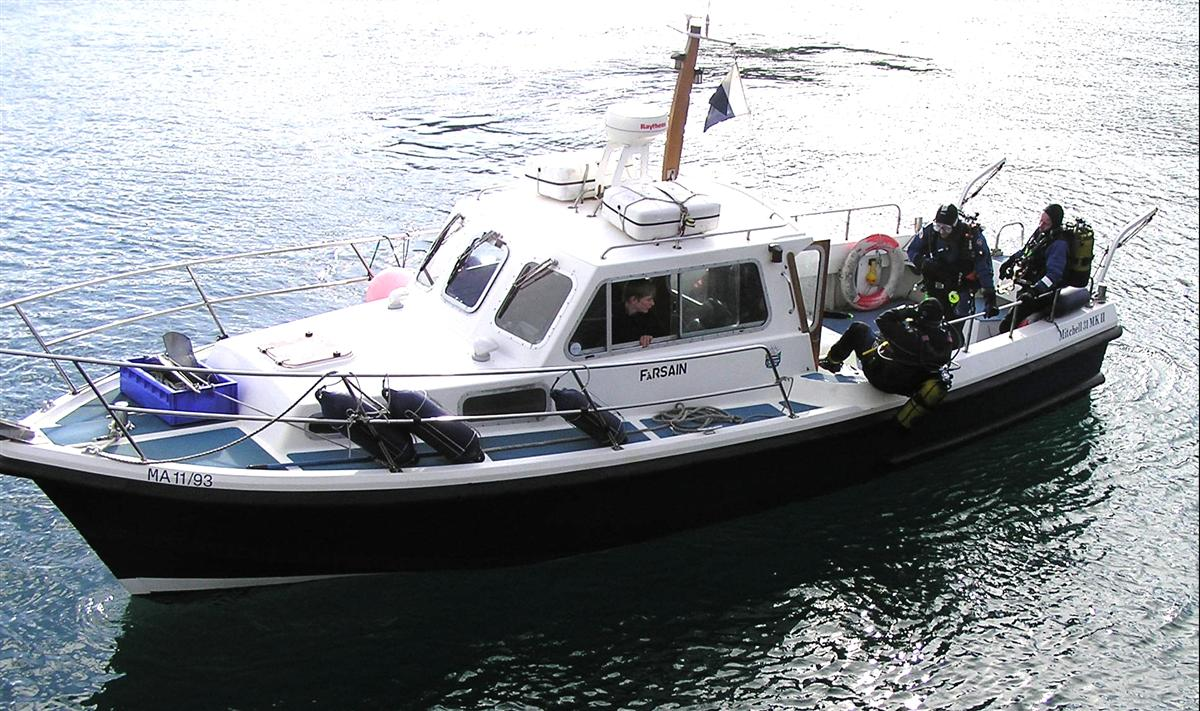
Plongée sous-marine

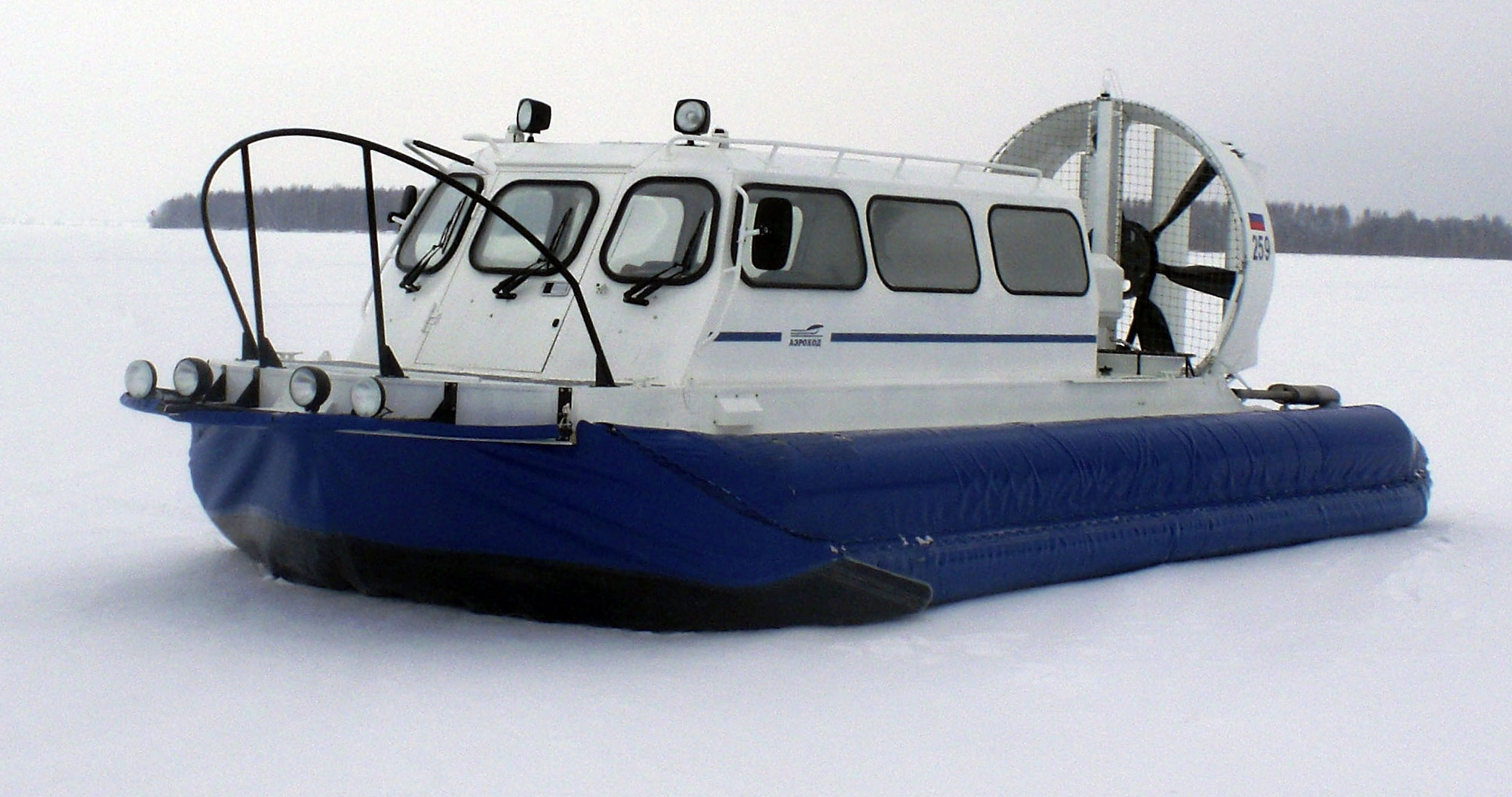
Aéroglisseur de plaisance sur la glace.

## Types
Un navire de plaisance à utilisation commerciale approuvé, est un navire conçu pour la plaisance dont l’exploitation est une activité commerciale d'entreprise par contrats de transport de passagers : au temps, ou au voyage, ou encore par une billetterie de passage ; de plus ce navire est fourni avec un équipage. Les passagers effectuant une navigation touristique ou sportive sont embarqués, sous la responsabilité du propriétaire, de son représentant ou de son préposé, lui-même embarqué.
Ces navires sont limités :
- à 12 passagers en plus des membres d'équipage : capitaine, chef mécanicien, officiers, marins, cuisinier, stewards et hôtesses d'hôtelière, accompagnateurs, moniteurs…  dans un bateau de plaisance dans toutes les zones océaniques ;
- à 30 personnes en tout dans un voilier naviguant exclusivement dans les eaux nationales de France.

Types de bateaux
- Bateaux pour excursions journalières :
 ce sont les bateaux qui ne peuvent recevoir et transporter des passagers que pour des seules prestations de promenades et ou de restauration et qui excluent toutes possibilités d'hébergement à bord.
- Bateaux à cabines :
 ce sont les bateaux équipés et agréés à cette fin pouvant recevoir, transporter et héberger à son bord des passagers.
- Bateau à fond de verre et Sous-marin de tourisme.

Types d'activités des navires de plaisance à utilisation commerciale, yacht de location avec équipage pour effectuer
- une croisière à la demande ;
- une balade des passagers, une excursion en mer, voyage touristique en mer ;
- une plongée sous-marine ;
- un navire-école de découverte de la mer ou de la navigation ;
- une sortie pédagogique ;
- une classe de mer ;
- un groupe d'un comité d'entreprise ;
- un séminaire ;
- un anniversaire ;
- des escales de découverte culturelle tout au long de son voyage ;
- une pêche individuelle par les passagers (sachant que la vente des prises est interdite).

Repères
- Un navire 200 UMS : ce navire à moteur est d'une longueur jusqu'à ~ 24 mètres et ce navire à voile est d'une longueur jusqu'à ~ 30 mètres
- Un navire 500 UMS : ce navire à moteur est d'une longueur jusqu'à ~ 45 mètres et ce navire à voile est d'une longueur jusqu'à ~ 50 mètres
- Un navire 3 000 UMS (1 600 tonneaux) : ce navire est d'une longueur jusqu'à ~ 100 mètres

## Comptabilité et gestion
Contrairement aux navires de plaisance à usage personnel n'occasionnant que des dépenses, les navires de plaisance à utilisation commerciale génèrent un chiffre d'affaires comptabilisé à déclarer :
- encaissements, recettes commerciales
- dépenses commerciales
- TVA déductible
- caisse

## Cargaison
La cargaison (toute marchandise transportée), se limite :
1. aux bagages des personnes embarquées ;
2. à l’avitaillement et aux pièces destinées à l’entretien et l’exploitation du navire.

## Matériel exigé
La réglementation applicable n'est pas celle exigée pour les navires à passagers, mais la réglementation plaisance complétée d'un certain nombre d'exigences. Elle précise le matériel exigé.
Pour les navires de plaisance à utilisation commerciale ou de formation de longueur de coque inférieure à 24 m à utilisation collective,, « les annexes, embarcations utilisées à des fins de servitude à partir d’un navire porteur, ne peuvent s’éloigner à plus de 300 mètres d’un abri. Le navire porteur est considéré comme un abri. Néanmoins, à plus de 300 mètres de la côte, il faut embarquer un moyen de repérage lumineux ainsi qu’un équipement individuel de flottabilité par personne. »
Les navires de plaisance à utilisation commerciale de longueur de coque supérieure ou égale à 24 m et de jauge brute inférieure à 3 000 sont également l'objet d'une réglementation adaptée, notamment pour les équipements électriques, les équipements de sauvetage, de lutte contre l'incendie, de radiocommunication, etc.
Les navires de plaisance à utilisation commerciale sont équipés du système mondial de détresse et de sécurité en mer.
La plaisance en navigation intérieure doit aussi répondre à une réglementation spécifique, par exemple pour les « bateaux de plaisance d’une longueur comprise entre 2,50 m et 20 m et dont le produit L x l x T est inférieur à 100 m³ circulant ou stationnant sur les eaux intérieures qu’ils soient immatriculés ou enregistrés en mer ou en eaux intérieures ».

### Stations radioélectriques de navire
Liste des matériels radioélectriques exigés des navires de plaisance à utilisation commerciale en navigation internationale en zone A1 ou de jauge brute supérieure à 300 en zone A1 :
- 2 VHF avec appel sélectif numérique ;
- 1 balise de pont (406 MHz et 121,500 MHz) ;
- 1 Navtex ;
- 1 ou 2 répondeurs radar ;
- 2 ou 3 VHF portatifs SMDSM.

Liste des matériels radioélectriques exigés des navires de plaisance à utilisation commerciale de jauge brute inférieure à 300 en navigation nationale en zone A1 :
- 2 VHF donc 1 avec appel sélectif numérique ;
- 1 balise de pont (406 MHz et 121,500 MHz).

## Santé
En dessous de 12 passagers, les navires n'ont pas de médecin à bord. Ils disposent d'une pharmacie et d'une infirmerie. Les officiers reçoivent une formation de secouriste et un enseignement théorique et pratique à caractère médical. En cas d'urgence, un médecin peut être contacté par radio ou Inmarsat.

## Permis professionnels
Plusieurs titres professionnels sont reconnus pour la conduite des bateaux de plaisance immatriculés au registre international français avec l'homologation « NUC navire de plaisance à utilisation commerciale ».
- Capitaine de yacht 200[17] avec le permis de conduire les moteurs marins[18]
- Capitaine 200 voile[19],[20]. L'ancien « brevet de patron à la plaisance (voile)[21] » (qui n'est plus délivré) est converti en brevet de capitaine 200 voile
- Chef de quart de yacht 500[22] avec éventuellement le module voile
- Capitaine de yacht 500[22] avec éventuellement le module voile
- Capitaine de yacht 3 000[23] avec éventuellement le module voile
- Chef mécanicien de yacht 3 000 kW[24] avec éventuellement un module machine à turbine ou machine à vapeur

Et avec un recyclage tous les cinq ans de l'enseignement médical pour assurer les soins d’urgence et sous le contrôle du centre de consultation médicale maritime (CCMM) pour dispenser des soins médicaux de manière à sauvegarder la vie à bord des navires en mer dans leur situation d’isolement en attendant une évacuation vers une structure médicalisée ou l’intervention d’un médecin.
Les capitaines de yacht à utilisation commerciale en Europe sont anglais à 80 %, y compris sur le littoral français et en mer Méditerranée

## Grands yachts à utilisation commerciale
Tableau de quelques grands yachts à utilisation commerciale :
| Nom            | Description | Illustration |
| -------------- | --- | ------------ |
| Alfa Nero      | Longueur 82 m • 12 passagers • 26 membres d'équipage Pavillon Îles Caïmans • Chantier naval Oceanco Propulsion : puissance 2 × 4 682 ch Mtu, deux hélices • Vitesse : 12 nœuds (16 nœuds maxi) |              |
| Pegasus V      | Longueur 78,60 m • 12 passagers • 26 membres d'équipage Pavillon Îles Caïmans • Chantier naval Royal Denship Propulsion Puissance 2 × 3 180 ch, deux hélices • Vitesse : 17 nœuds (18 nœuds maxi) |              |
| Carinthia VII  | Longueur 97,20 m • 12 passagers • 28 membres d'équipage Pavillon Autriche • Chantier naval Yachts Allemagne Propulsion : puissance 39 700 ch (29 199 kW), deux hélices • Vitesse : 22 nœuds en croisière (26 nœuds maxi)                                                                              |              |
| Ice            | Longueur 90 m • 14 passagers • 25 membres d'équipage Pavillon Îles Caïmans • Chantier naval Lürssen Allemagne Propulsion : puissance 6 800 ch (5 001 kW), deux hélices • Vitesse : 13 nœuds en croisière (18 nœuds maxi)                                                                              |              |
| Athena         | Longueur 90 m (hors-tout) et m (flottaison) • 10 passagers • 18 membres d'équipage Pavillon George Town (îles Caïmans) • Chantier naval Royal Huisman Shipyard Pays-Bas Propulsion : 1 mât • Moteur : puissance 2 984 kW (4 057 ch) • Vitesse : 19 nœuds                                              |              |
| Maltese Falcon | Longueur 88 m (hors-tout) et 75 m (flottaison) • 12 passagers • 18 membres d'équipage Pavillon Malte • Chantier naval Perini Navi Propulsion : 3 mâts • Moteur : puissance 3 048 kW (4 144 ch), deux hélices • Vitesse : 19 nœuds maxi avec moteur, 21 nœuds (voiles)                                 |              |
| Phocéa         | Longueur 71,50 m (hors-tout) et 66,00 m (flottaison) • 12 passagers • 23 membres d'équipage Pavillon Luxembourg • Chantier naval DCAN, Toulon, France Propulsion : 4 mâts • Moteur : puissance 1 056 ch, une hélice • Vitesse : 12 nœuds avec moteur (13,5 nœuds maxi avec moteur), 20 nœuds (voiles) |              |
| Mirabella V    | Longueur 75 m (hors-tout) et m (flottaison) • 14 passagers • 14 membres d'équipage Pavillon Palm Beach (Floride) États-Unis • Chantier naval BVT Surface Fleet Propulsion : 1 mât • Moteur : puissance 2 × 1 056 ch (2 x 788 kW), deux hélices • Vitesse : 16 nœuds (voiles)                          |              |

## Navire de plaisance à usage personnel
La location d’un navire coque nue est à usage personnel car le locataire devient armateur et détient la maîtrise nautique et commerciale du navire.
C'est également le cas de la location d’un navire coque nue avec recrutement séparé de l’équipage.
Si un propriétaire souhaite être à bord lors d’une location, sans être considéré NUC, il se doit d’intervenir en tant qu’accompagnateur technique et non skipper. Le contrat doit clairement stipuler que seul le locataire est chef de bord pendant la location.